# Норовка
Но́ровка (рос. Норовка) — село у складі Нижньоломовського району Пензенської області, Росія.
Населення — 1451 особа (2010; 1365 у 2002).
Національний склад станом на 2002 рік:
- росіяни — 98 %